# Nauvay
Nauvay település Franciaországban, Sarthe megyében. Lakosainak száma 12 fő (2022. január 1.). Nauvay Moncé-en-Saosnois, Courcival, Avesnes-en-Saosnois, Peray és Saint-Cosme-en-Vairais községekkel határos.

## Népesség
A település népességének változása:
| Lakosok száma | 12   | 11   | 13   | 11   | 10   | 10   | 11   | 11   | 12   |
|               | 2013 | 2015 | 2016 | 2017 | 2018 | 2019 | 2020 | 2021 | 2022 |